# 시기펩
시기펩은 대한민국의 가수다. 2015년 EP 《Casual》로 데뷔했다.

## 방송
- 쇼미더머니 8 (2019) - Top54